# Alena Kožíková
Alena Kožíková (* 14. května 1941 Praha) je česká divadelní dramaturgyně, teatroložka a překladatelka z francouzštiny.
Pochází z rodiny spisovatele Františka Kožíka a herečky Zdenky Švabíkové (sestry herečky Jarmily Švabíkové, provdané za herce Josefa Grusse).

## Život
Po maturitě na jedenáctiletce byla přijata na Divadelní fakultu Akademie múzických umění v Praze, obor režie a dramaturgie. K jejím profesorům patřil např. Ota Ornest, Miloš Nedbal a Aleš Podhorský. Ještě před absolutoriem na DAMU v roce 1961 nastoupila do Jihočeského divadla v Českých Budějovicích. Její diplomovou prací na DAMU byly dějiny Jihočeského divadla. V roce 1968 absolvovala stáž ve Francii, kde ji zastihla telefonická nabídka ředitele MDP Oty Ornesta na angažmá ve funkci dramaturgyně v Městských divadlech pražských. Místo přijala a v MDP pak působila v letech 1968–1995.
V roce 1996  ji angažovala do Vinohradského divadla ředitelka Jiřina Jirásková. Zde pak působila jako dramaturgyně až do roku 2007, kdy činnost zakončila jako redaktorka publikace ke stému výročí založení Divadla na Vinohradech.
Je vdaná za vysokoškolského pedagoga Ladislava Mertla, se kterým má dva syny (Jan a Jakub).
Je překladatelkou z francouzštiny. V současné době vypomáhá jako dramaturgyně pro zájezdová představení. Publikuje odborné články např. v Divadelních novinách. Je autorkou nebo spoluautorkou několika knih, mimo jiné knihy o svém otci, nazvané František Kožík – Tisíc slov o lásce (vydal Petrklíč, Praha, 1998).

## Divadelní dramaturgie, výběr
- 1968 Jean-Paul Sartre: Mouchy, Komorní divadlo, režie Ladislav Vymětal
- 1997 Molière: Misantrop, Vinohradské divadlo, režie Zdeněk Kaloč
- 1998 Ingmar Bergman: Scény z manželského života, Vinohradské divadlo, režie Karel Kříž j. h.
- 1998 John Ford: Škoda, že byla děvka, Vinohradské divadlo, režie Vladimír Strnisko j. h.
- 1999 Bengt Ahlfors: Divadelní komedie, Vinohradské divadlo, režie Vladimír Strnisko j. h.
- 1999 Friedrich Schiller: Valdštejnova smrt, Vinohradské divadlo, režie Petr Kracik j. h.
- 2000 Václav Havel: Rodinný večer, Vernisáž, Vinohradské divadlo, režie Jan Burian j.h.
- 2000 Jan Drda: Hrátky s čertem, Vinohradské divadlo, režie Jiří Menzel
- 2001 Friedrich Dürrenmatt: Král Jan, Vinohradské divadlo, režie Jiří Menzel
- 2002 J. N. Nestroy: Talisman, Vinohradské divadlo, režie Petr Novotný j.h.
- 2003 Molière: Don Juan, Vinohradské divadlo, režie Jiří Menzel
- 2004 Brian Friel: Lásky paní Katty, Vinohradské divadlo, režie Vladimír Strnisko j.h.
- 2007 Ivan Klíma: Ukradený spis 139/7 Odd.C (z díla a o díle Karla Čapka), Vinohradské divadlo, režie Jan Novák